# Sabatieria longispinosa
Sabatieria longispinosa är en rundmaskart. Sabatieria longispinosa ingår i släktet Sabatieria, och familjen Comesomatidae. Arten är reproducerande i Sverige.